# Cosmosoma lunata
Cosmosoma lunata là một loài bướm đêm thuộc phân họ Arctiinae, họ Erebidae.